# Groß Wieblitz
Groß Wieblitz ist ein Ortsteil der Hansestadt Salzwedel im Altmarkkreis Salzwedel in Sachsen-Anhalt.

## Geographie
Groß Wieblitz, ein Rundplatzdorf mit Kirche auf dem Platz, liegt etwa sieben Kilometer südwestlich von Salzwedel in der Altmark. Aus dem Teich im Südwesten des Dorfes fließt der Teichgraben Wieblitz nach Westen in die Salzwedeler Dumme. Der Osten des Dorfes wird vom Wieblitz-Eversdorfer Graben entwässert, der nach Norden fließt, ebenfalls zur Salzwedeler Dumme.

## Geschichte

### Mittelalter bis Neuzeit
Als erste Erwähnung von Groß Wieblitz gilt die Nennung von Groten Wibelitze im Landbuch der Mark Brandenburg von 1375. Zum Dorf gehörten 12 Hufen. Weitere Nennungen sind 1544 tho grothen Wibelisse, 1600 Großen Wiebelitz, 1687 Grossen Wiebelitz und 1802 Groß Wiebelitz.

### Eingemeindungen
Ursprünglich gehörte das Dorf zum Salzwedelischen Kreis der Mark Brandenburg in der Altmark. Zwischen 1807 und 1813 lag es im Landkanton Salzwedel auf dem Territorium des napoleonischen Königreichs Westphalen. Ab 1816 gehörte die Gemeinde zum Kreis Salzwedel, dem späteren Landkreis Salzwedel.
Am 20. Juli 1950 wurden die Gemeinden Groß Wieblitz und Klein Wieblitz im Landkreis Salzwedel zur Gemeinde Wieblitz zusammengeschlossen. Am 1. August 1972 wurden die Gemeinden Wieblitz und Eversdorf zur Gemeinde Wieblitz-Eversdorf zusammengeschlossen. Wieblitz wurde damit aufgelöst. Groß Wieblitz und Kleinwieblitz wurden Ortsteile von Wieblitz-Eversdorf. Wieblitz-Eversdorf wurde am 1. Januar 2011 per Gesetz aufgelöst. Groß Wieblitz wurde als Ortsteil nach Salzwedel eingemeindet. Der Ortsteil gehört zu keiner Ortschaft.

### Einwohnerentwicklung

#### Gemeinde
| Jahr | Einwohner |
| ---- | --------- |
| 1734 | 046       |
| 1774 | 128       |
| 1789 | 084       |
| 1798 | 081       |
| 1801 | 082       |
| 1818 | 096       |
| 1840 | 104       |
| 1871 | 106       |
| 1885 | 107       |

| Jahr | Einwohner |
| ---- | --------- |
| 1892 | [00]102   |
| 1895 | 102       |
| 1900 | [00]097   |
| 1905 | 100       |
| 1910 | [00]099   |
| 1925 | 094       |
| 1939 | 097       |
| 1946 | 149       |

Quelle, wenn nicht angegeben, bis 1946:

#### Ortsteil
| Jahr | Einwohner |
| ---- | --------- |
| 2010 | [00]51    |
| 2014 | [00]39    |
| 2015 | [00]36    |
| 2020 | [00]39    |
| 2021 | [00]40    |
| 2022 | [00]41    |
| 2023 | [0]33     |

## Religion
Die evangelische Kirchengemeinde Groß Wieblitz, die früher zur Pfarrei Tylsen gehörte, wird heute betreut vom Pfarrbereich Diesdorf im Kirchenkreis Salzwedel im Bischofssprengel Magdeburg der Evangelischen Kirche in Mitteldeutschland.

## Kultur und Sehenswürdigkeiten
- Die evangelische Dorfkirche Groß Wieblitz ist ein rechteckiger Fachwerkbau von 1756/57, der im Jahre 1985 restauriert wurde. Über dem Westteil befindet sich ein Türmchen mit Zeltdach. Im Innern ist das Bauwerk flachgedeckt. Der hölzerne Altaraufsatz zeigt gemalte Darstellungen des Abendmahls, Christus am Kreuz mit Maria Magdalena und der Himmelfahrt; er stammt laut einer zweifelhaften Inschrift von 1685. Die hölzerne Kanzel ist mit 1635 datiert und wurde im Jahr 1828 verändert.[18] Von der mittelalterlichen Ausstattung ist eine mittelalterliche Glocke erhalten, die auf das 13./14. Jahrhundert datiert wird.[19]
- Auf dem Kirchhof ist ein Friedhof.